# Centralnoajmarski jezik
Centralnoajmarski jezik (ISO 639-3: ayr), jezik Aymara Indijanaca koji se govori na čitavom altiplanu zapadno od istočnih Anda u Boliviji, u Peruu, kao i Argentini i Čileu gdje su se naknadno doselili.
Na području Bolivije i Perua jedan je od službenih jezika. Broj govornika iznosi 1 790 000 u Boliviji (1987.); 442 000 i Peruu (2000.); 30 000 u Argentini gdje su došli iz Bolivije; svega 900 u Čileu (Gundermann 1994.) od 48 501 etničkih (2002.; Tarapacá, Arica, Parinacota, Iquique). Glavni dijalekt u Peruu je lupaca, što je i ime jednog starog ajmarskog plemena.
Ajmarski se piše na latinici, a pripada ajmarskoj porodici jezika

## Vanjske poveznice
- Ethnologue (14th)
- Ethnologue (15th)